# Pustoaia, Botoșani
Pustoaia este un sat în comuna Vârfu Câmpului din județul Botoșani, Moldova, România.
Satul Pustoaia, format din oameni fugiți, sau veniți de bună voie, din Ardeal și stabiliți întru-un loc pustiu. O mare parte din localnicii satului se numesc Ungureanu.